# Exoneura baxteri
Exoneura baxteri är en biart som beskrevs av Rayment 1956. Exoneura baxteri ingår i släktet Exoneura och familjen långtungebin. Inga underarter finns listade i Catalogue of Life.